# Ministério da Defesa (Espanha)
O Ministério de Defesa da Espanha é o atual ministério encarregado da política de defesa e a administração militar. Seu titular é Margarita Robles Fernández.

## História
O Ministério de Defesa criou-se com o primeiro governo democrático de Adolfo Suárez, em julho de 1977, e fundiu os anteriores ministérios do Exército, de Marinha e do Ar. É o único ministério do período democrático que tem mantido sua denominação original em todas as reestruturações ministeriais realizadas até a presente data.

## Titulares

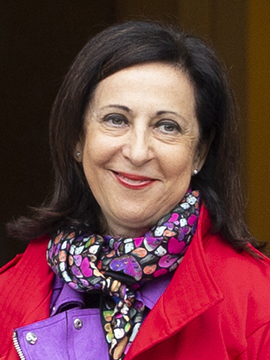
A atual titular de Defesa, Margarita Robles.

| Início                  | Finalização             | Nome                                      | Partido                            |
| ----------------------- | ----------------------- | ----------------------------------------- | ---------------------------------- |
| 4 de julho de 1977      | 6 de abril de 1979      | Manuel Gutiérrez Mellado                  | Militar                            |
| 5 de julho de 1979      | 26 de fevereiro de 1981 | Agustín Rodríguez Sahagún                 | UCD                                |
| 26 de fevereiro de 1981 | 3 de dezembro de 1982   | Alberto Oliart Saussol                    | UCD                                |
| 3 de dezembro de 1982   | 12 de março de 1991     | Narcís Serra Serra                        | PSOE                               |
| 12 de março de 1991     | 3 de julho de 1995      | Julián García Vargas                      | PSOE                               |
| 3 de julho de 1995      | 5 de maio de 1996       | Gustavo Suárez Pertierra                  | PSOE                               |
| 5 de maio de 1996       | 27 de abril de 2000     | Eduardo Serra Rexach                      | Independente (num Governo do PP)   |
| 28 de abril de 2000     | 18 de abril de 2004     | Federico Trillo-Figueroa e Martínez-Conde | PP                                 |
| 18 de abril de 2004     | 7 de abril de 2006      | José Bono Martínez                        | PSOE                               |
| 7 de abril de 2006      | 14 de abril de 2008     | José Antonio Alonso Suárez                | PSOE                               |
| 14 de abril de 2008     | 20 de maio de 2008      | Carme Chacón Piqueras                     | PSOE                               |
| 20 de maio de 2008      | 30 de junho de 2008     | Alfredo Pérez Rubalcaba (Suplente)        | PSOE                               |
| 30 de junho de 2008     | 22 de dezembro de 2011  | Carme Chacón Piqueras                     | PSOE                               |
| 22 de dezembro de 2011  | 2 de novembro de 2016   | Pedro Morenés e Álvarez de Eulate         | Independente (num Governo do PP)   |
| 4 de novembro de 2016   | 7 de junho de 2018      | Maria Dolores de Cospedal García          | PP                                 |
| 7 de junho de 2018      | Atualidade              | María Margarita Robles Fernández          | Independente (num Governo do PSOE) |

## Funções
O Ministério de Defesa é o departamento da Administração Geral do Estado ao que lhe corresponde a preparação, o desenvolvimento e a execução da política de defesa determinada pelo Governo e a gestão da administração militar.

## Estrutura orgânica
O Ministério de Defesa, baixo a direção do titular do Departamento, estrutura-se em:
- As Forças Armadas (FAS).
- A Secretaria de Estado de Defesa (SEDEF).
- A Subsecretaria de Defesa (SUBDEF).
- A Secretaria Geral de Política de Defesa (SEGENPOL).

A Policia civil depende do ministro de Defesa nos termos previstos nas leis.
São órgãos assessores e consultivos do ministro de Defesa:
- O Conselho Superior do Exército de Terra.
- O Conselho Superior da Armada.
- O Conselho Superior do Exército do Ar.
- As Juntas Superiores dos corpos comuns das Forças Armadas.

Como órgão de assistência imediata ao ministro existe um Gabinete, bem como um Gabinete Técnico.
Depende diretamente do Ministro de Defesa a Direção de Comunicação Institucional da Defesa.

### Evolução
A seguir mostram-se as unidades administrativas que têm dependido do Ministério de Defesa, desde sua criação até a atualidade:
- Órgãos de comando e direção da corrente de comando militar da cada um dos três exércitos
- Órgãos político-administrativos que por sua natureza não se encontrem enquadrados na corrente de comando militar
- Órgãos de informação e de relação dependentes diretamente do ministro
- Altos órgãos consultivos e de assessoramento do ministro